# 宽屏扩展图形阵列
宽屏扩展图形阵列（Wide eXtended Graphics Array，缩写为WXGA）是一种分辨率为1280x768、纵横比为15:9的XGA格式。这种显示纵横比从早期的宽屏笔记本电脑上开始流行起来。

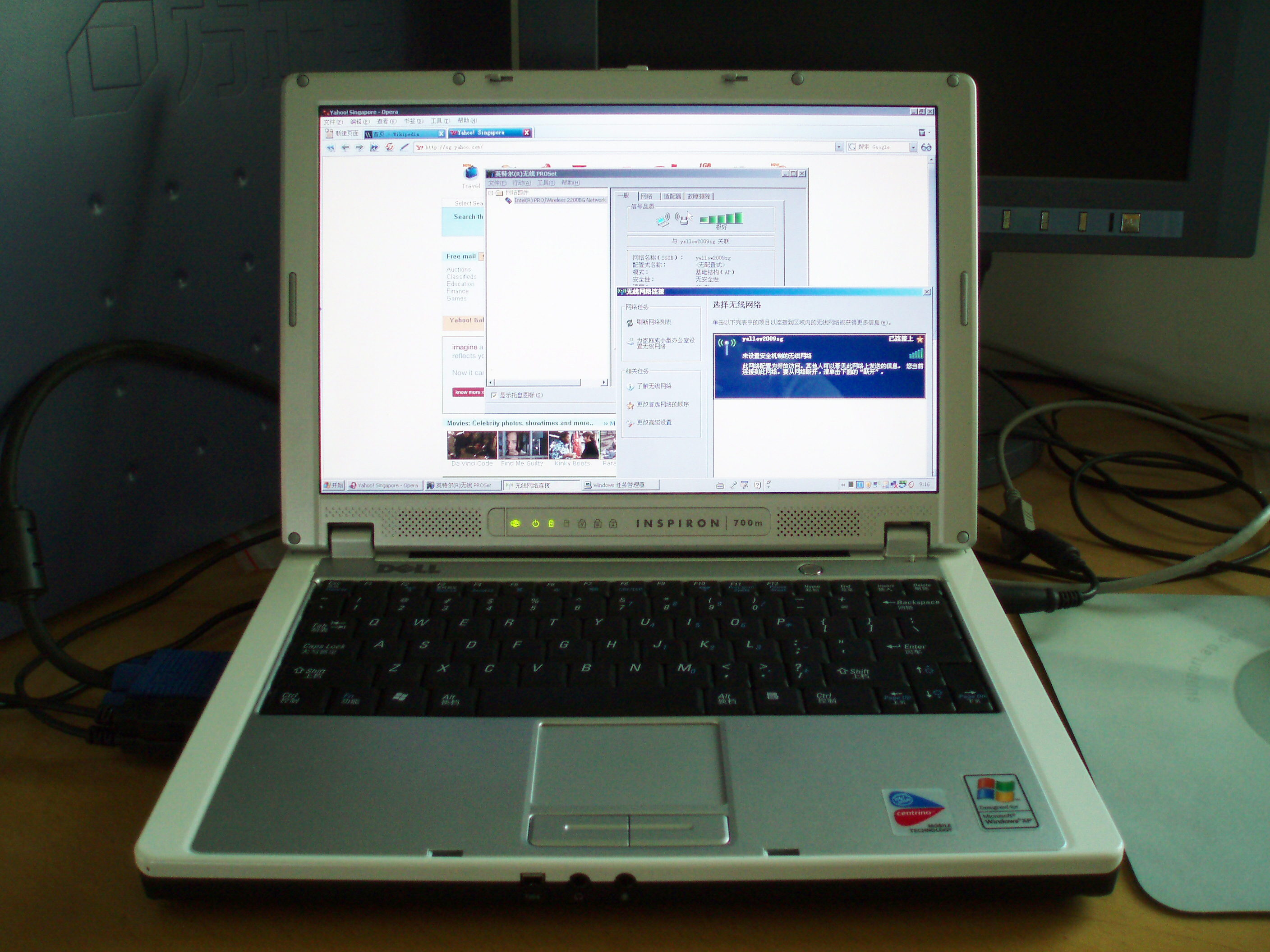
使用了WXGA的戴尔Inspiron 700M